# Oceanic Airlines
Oceanic Airlines est une compagnie aérienne fictive utilisée dans des séries télévisées et des films. Elle ne doit pas être confondue avec la compagnie réelle Ocean Airlines.

## Ultime décision
Les producteurs du film Ultime décision (Executive Decision) ont filmé des scènes d'extérieur très coûteuses à partir d'un Boeing 747 peint aux couleurs de la compagnie aérienne fictive. Les images ont été réutilisées dans nombre d'émissions télévisées et de films.

## Lost: Les Disparus

Logo de la compagnie dans Lost.

Le feuilleton Lost : Les Disparus produit en 2004 par la chaîne américaine ABC utilise également la marque Oceanic Airlines, mais sans utiliser les images du film Ultime Décision. Dans ce feuilleton, le logo Oceanic Airlines est différent et a été créé spécialement pour l'occasion.
La représentation d'Oceanic Airlines telle qu'une compagnie à désastres est devenue récurrente à la télévision et parmi les fans de films l'utilisant : par exemple, le site d'une émission télévisée populaire aux États-Unis a produit une série limitée de T-shirts et de sacs ornés du logo d'Oceanic Airlines et portant le slogan Getting halfway there is all fun! (« Arriver à mi-chemin, c'est ça le fun ! »). Le slogan d'Oceanic utilisé dans Lost semble spécialement écrit pour une compagnie potentiellement dangereuse : Taking You Places You've Never Imagined!, (« Vous emmène dans des endroits que vous n'avez jamais imaginés ! »), ainsi que son logo, un très stylisé « point australien » qui ressemble à un œil de bœuf.

## Films et séries télévisées mentionnant Oceanic Airlines
- 1996 - Ultime Décision ((en) Executive Decision) : Film de Stuart Baird,  Le vol Oceanic 343 partant de Athènes à destination de Washington, DC a été détourné par des terroristes.
- 2004 - Lost : Les Disparus[1] - Le feuilleton tourne autour de l'écrasement du vol Oceanic 815 partant de Sydney à destination de Los Angeles. Les producteurs de Lost ont aussi créé un site web pour la compagnie fictive, incluant des indices et des références au feuilleton. Telle que décrite dans Lost, la compagnie Oceanic Airlines a été apparemment fondée en 1980, ce qui correspond également à la date de copyright du film de Dharma Initiative. D'après le site web de DriveShaft, Oceanic Airlines a été condamnée à payer une amende de 4 815 162 342 USD pour négligence après l’accident du vol 815. Cela a entraîné la fermeture de la compagnie mettant trente mille personnes au chômage. L'amende payée (4 815 162 342) correspond aux fameux « nombres » de Lost dans l'ordre (4, 8, 15, 16, 23, 42), ce qui constitue une nouvelle apparition de ces derniers.

Des images et des références à Oceanic Airlines sont visibles dans les œuvres suivantes :

### Films
- 1990 - Panique en plein ciel (Panic in the Skies!) : film de Paul Ziller, le vol 115 de New York à Londres (un Boeing 747-200) est frappé par la foudre.
- 2000 - Atterrissage impossible (Nowhere to Land) : film d’Armand Mastroianni, plus de trois cents personnes seraient retenues en otage dans le vol Oceanic 762 (un Boeing 747) en route de Sydney, en Australie, à Los Angeles, en Californie.
- 2003 - Le Tueur du vol 816 : téléfilm de Jean de Segonzac, avec David James Elliott et Terry Farrell, qui décrit un tueur qui sévit dans un vol Oceanic.
- 2004 - Coup d'éclat : film de Brett Ratner, un avion arborant le logo Oceanic dans la bande-annonce[2] à la trente-troisième seconde.
- 2004 - Cyclone, catégorie 6 : Le Choc des tempêtes : téléfilm de Dick Lowry, le vol Oceanic 762 est contraint d'effectuer un atterrissage d'urgence à l'aéroport international O'Hare de Chicago après avoir été frappé par la foudre.
- 2009 - Prédictions : film d’Alex Proyas, d'après les commentaires à la radio, l'avion qui s'écrase à la trente-neuvième minute est un avion de la compagnie Oceanic.
- 2015 - Survivor : film de James McTeigue, la protagoniste Katherine Abbott (Milla Jovovich) se rend compte que le terroriste roumain Emil Balan se rend à New-York sur un vol d’Oceanic, Heathrow - JFK pour un attentat sur Times Square le soir du nouvel an.

### Feuilletons et séries télévisées
- 1965 - Flipper le dauphin : dans l'épisode 7 de la 2e saison The Ditching, l'avion Oceanic vol 17 de Sandy et Flipper s'écrase en mer.
- 1996 - Le Caméléon : dans l'épisode 3 de la 1re saison Pilote de chasse à la trente-neuvième minute, lorsque Jarod retourne à la casse où se trouvent les avions désaffectés, on peut voir un avion Oceanic en arrière-plan.
- 1997 - X-Files : Aux frontières du réel : dans l'épisode 19 de la 4e saison Aux frontières du jamais à la vingt-cinquième minute, Dana Scully trouve une note dans la chambre d'hôtel du gars du futur, sur laquelle figure le vol Oceanic n° 1701.
- 1997 - JAG : dans l'épisode 6 de la 3e saison Disparu, un jet de l'Oceanic Airlines volant vers Washington.
- 1997 - Diagnostic : Meurtre : dans l'épisode 23 de la 4e saison Meurtre en haute altitude, le Boeing 747 utilisé de l'Aéroport international de Los Angeles vers la Suisse présente le logo Oceanic.
- 2005 - Alias[1] : le vol Oceanic de Sydney est brièvement mentionné dans une publicité à l'Aéroport international de Los Angeles, quand le personnage principal de la série, Sydney Bristow, s'y trouve.
- 2006 - LAX : dans un épisode, des publicités sur les terminaux de l'Aéroport international de Los Angeles montrent Oceanic Airlines.
- 2007 - Pushing Daisies : dans le premier épisode Mise en bouche à la vingt-septième minute, une publicité d'Oceanic Airlines est affichée dans l'agence de voyages.
- 2007 - Chuck : dans l'épisode 2 de la 1re saison Hélico presto à la septième minute, Chuck cite le vol Oceanic 815 qui a été abattu au-dessus de l'océan.
- 2008 - Fringe[1] : dans l'épisode 9 de la 1re saison Vue de l'esprit à la huitième minute, on voit un billet d'avion d'Oceanic, de New York à Omaha - siège 8G (Groupe 6 !), daté du 22 décembre 2008 et appartenant à Mark Young, faisant partie du programme de fidélité « Sky Smiles Airlines ».
- 2009 - Flashforward : dans le premier épisode Black-Out à la sixième minute, on voit une affiche publicitaire pour Oceanic Airlines sur un bâtiment.
- 2011 - Futurama : dans l'épisode 21 de la 6e saison Obsession à la septième minute, dans le triangle des Bermudes, un avion de la compagnie Oceanic apparaît coupé en deux.
- 2012 - Once Upon a Time : dans l'épisode 20 de la première saison La promesse de Pinocchio à la vingt-neuvième minute, un avion avec le logo Oceanic passe au-dessus de Pinocchio.
- 2013 - Zero Hour : dans le matériel promotionnel d'un magazine nommé Modern Skeptic — publié par le personnage principal — une couverture demande : « Qu'est-il vraiment arrivé au vol Oceanic 815 ? », et présente une photographie de l'île juste avant qu'elle ne bouge.
- 2014 - FBI : Duo très spécial : dans le pénultième épisode Trouver la taupe , le vol Oceanic 1097 est désigné comme étant la cible du gang des Pink Panthers.
- 2015 - Castle : dans l'épisode 21 de la 7e saison Y a-t-il un enquêteur dans l'avion ?, Castle et sa fille prennent un avion Oceanic Air lors d'un vol New York-Londres.
- 2015 - Grey's Anatomy : dans l'épisode 11 de la 12e saison Autopsie d'un mariage à la quinzième minute, Jackson Avery veut rejoindre sa femme April Kepner dans un avion en partance pour la Jordanie. On aperçoit un logo Oceanic derrière lui.
- 2016 - The Strain : dans l'épisode 8 de la 3e saison Lumière blanche à la onzième minute, Lorsque le docteur Goodweather et Dutch écoutent l'enregistreur de données vocales du Regis Air 753, ils entendent le contrôle aérien de JFK ordonner au pilote : « Regis 753, foxtrot short at four left. Follow the Oceanic 737 to the ramp », le pilote répond : « 753, crossing four left, Oceanic in sight. Turning left at foxtrot » dans la version originale, car dans la version française aucune mention n'y est faite…
- 2017 - Esprits criminels : Unité sans frontières : dans l'épisode 6 de la 2e saison  Trafic à la deuxième minute, une hôtesse de l'air est assassinée à bord du vol Oceanic à destination de Singapour sur le vol 815, le même numéro de vol que dans Lost : Les Disparus.
- 2017 - Colony : dans l'épisode 1 de la 2e saison Le jour J, le site Internet de la compagnie est ouvert sur une tablette tactile pour regarder le statut d'un vol Los Angeles-New York.
- 2021 - Le Serpent : dans le 7e épisode à la vingt-deuxième minute, l'avion de Stéphane, partie rechercher Vitali, atterrit à Bangkok et porte l'inscription Oceanic Airlines.